# Ellen Ombre
Ellen Louise Ombre (Paramaribo, 8 december 1948) is een Nederlands schrijfster van Surinaamse afkomst. Zij kwam in 1961 naar Nederland en werkte als medisch-maatschappelijk medewerkster bij een Amsterdamse huisartsenpraktijk. In 1992 maakte zij haar schrijversdebuut met de bundel Maalstroom.
Het belangrijkste motief in de verhalen van Ellen Ombre is de verplaatsing: wat gebeurt er wanneer iemand van de ene cultuur terechtkomt in een fundamenteel andere. De verhalen worden bevolkt door figuren die hun grenzen verlegd hebben – in letterlijke én figuurlijke zin – of dat willen doen. Zij geven zich voortdurend rekenschap van hun nieuwe situatie in het contrastlicht van hun vroegere bestaan. Deze thematiek trekt Ombre breder door in haar romans.
Ellen Ombre was van 1973 tot 2002 gehuwd met Abram de Swaan, ze hebben een zoon (1974).

## Over Ellen Ombre
- Michiel van Kempen, Een geschiedenis van de Surinaamse literatuur. Deel II, pp. 1135-1139. Uitgeverij De Geus, Breda, 2002.
- Overzichtsartikel met bibliografieën